# لوتشيا دي لامرمور
لوتشيا دي لامرمور هي أوبرا تراجيدية مؤلفة من ثلاثة فصول من تأليف الملحن غايتانو دونيزيتي. كتب سلفادور كامارانو الليبريتو (النص الأوبرالي) باللغة الإيطالية مستندًا بشكل فضفاض على الرواية التاريخية «عروس لامرمور» للسير والتر سكوت (1819).
كتب دونيزيتي أوبرا «لوتشيا دي لامرمور» في الوقت الذي بلغ صيته كملحن أوبرالي الذروة في عام 1835. كان جواكينو روسيني قد تقاعد مؤخرًا، في حين توفي فينتشنزو بيليني قبل مدة وجيزة من عرض «لوتشيا»، وهو ما جعل دونيزيتي «العبقري الوحيد المهيمن على الأوبرا الإيطالية». لم ينحصر السبب في ذلك إلى اجتماع الظروف المواتية التي أفضت إلى نجاح دونيزيتي كملحن وحسب؛ إنما ترجع أيضًا إلى الاهتمام الواسع بتاريخ وثقافة إسكتلندا. أثار الطابع الرومانسي الملموس لحروبها وخصوماتها العتيدة، فضلًا عن فلكلورها وأساطيرها فضول القراء والجماهير خلال القرن التاسع عشر. تناول والتر سكوت هذه العناصر ضمن قالب درامي في روايته «عروس لامرمور»، التي ألهمت أعمالًا موسيقيةً عدةً من ضمنها «لوتشيا».
تدور القصة حول لوسي أشتون (لوتشيا)، وهي شابة مرهفة المشاعر تقع وسط الخصومة الناشبة بين عائلتها وعائلة ريفنزوود. تقع الأحداث في تلال لامرميور (لامرمور) في إسكتلندا إبان القرن السابع عشر.

## تاريخ العرض

### القرن التاسع عشر
عرضت الأوبرا للمرة الأولى في مسرح سان كارلو في مدينة نابولي بتاريخ 26 سبتمبر عام 1835. بيد أن جون بلاك أشار إلى أن «الميزة المفاجئة لتاريخ عرضها اللاحق هي أنها لم تثبت نفسها بسرعة في ذخيرة الأعمال النابولية»، مشيرًا إلى أن عدد العروض خلال باقي سنة 1835 بلغ 18 عرضًا، ولم يكن هناك سوى أربعة عروض خلال عام 1836، وبلغ عدد العروض 16 في عام 1837، وعرضين في عام 1838، وظل هناك عرضين فقط في كل من عام 1847 وعام 1848.
عرضت الأوبرا في لندن بتاريخ 5 أبريل عام 1838. أعاد دونيزيتي كتابة الموسيقى للنسخة الفرنسية التي عرضت لأول مرة في مسرح دو لا رينيسانس في باريس بتاريخ 6 أغسطس عام 1839. ووصلت إلى الولايات المتحدة بعد عرضها في مدينة نيو أورلينز بتاريخ 28 مايو عام 1841.

### القرن العشرين وما بعد
لم تغب الأوبرا عن مجموعة الأعمال التي عرضت على خشبة أوبرا الميتروبوليتان في مدينة نيويورك لأكثر من موسم واحد على الأقل بدءًا من عام 1903 حتى عام 1972. ساهمت عدد من مغنيات السوبرانو في بث حياة جديدة للأوبرا عقب الحرب العالمية الثانية، ومن جملة هؤلاء ماريا كالاس (من خلال العروض التي أدتها في دار لا سكالا بدءًا من عام 1954، وبرلين في عام 1955 تحت إشراف هيربرت فون كارايان)، والسيدة جوان سذرلاند (من خلال العروض التي أدتها خلال عام 1959 وعام 1960 في دار الأوبرا الملكية كوفنت غاردن).
ظلت الأوبرا من بين الأعمال الأساسية في مجموعات الأعمال الأوبرالية.
استعملت أغنية «إل دولتشي سونو» المأخوذة من الأوبرا في فيلم «العنصر الخامس».
التوزيع الموسيقي
يشمل التوزيع الموسيقي في الأوبرا ما يلي:
- آلات النفخ الخشبية: السرناي، والناي (عدد 2)، والأوبوا (عدد 2)، الكلارينت (عدد 2)، والباصون (عدد 2).
- آلات النفخ النحاسية: البوق (عدد 4)، والترومبيت (عدد 2)، والترومبون (عدد 3).
- الآلات الإيقاعية: التيمباني (الدفية)، والمثلث، والطبل الكبير، والصنج والأجراس (الأجراس الأنبوبية).
- الآلات الوترية: القيثار، وآلات الكمان الأول، وآلات الكمان الثاني، والفيولا (الكمان المتوسط)، والتشيلو (الكمان الجهير)، والكونترباص (الكمان الأجهر).[8]

علاوةً على ذلك، استعملت فرقة موسيقية عازفة على الآلات النفخية وراء الكواليس، ولكن لم يشرف دونيزيتي على التوزيع الموسيقي المحدد لها. كذلك استعيض عن الهارمونيكا الزجاجية بالفلوت المنفرد في مشهد جنون لوتشيا بحسب التوزيع الأصلي الذي وضعه دونيزيتي.

## موجز مختصر
الزمان: القرن السابع عشر
المكان: إسكتلندا
الفصل الأول
المشهد الأول: حدائق قلعة لامرمور
المدة: دقيقتان وأحد عشر ثانية (2:11)
يبحث نقيب حرس القلعة نورمانو وخدم القلعة الآخرين عن دخيل. يبادر الأخير إلى إخبار إنريكو أنه يعتقد أن الرجل يدعى إدغاردو ريفنزوود، والذي قدم إلى القلعة حتى يجتمع بلوتشيا شقيقة إنريكو. يتبين بالفعل أن إدغاردو هو الدخيل. يشدد إنريكو على كرهه لعائلة ريفنزوود وإصراره على إنهاء هذه العلاقة.
المشهد الثاني: عند نافورة مدخل الحديقة بجانب القلعة
تنتظر لوتشيا إدغاردو. تخبر لوتشيا خادمتها أليزا في مقطوعة الآريا الشهيرة «رينيافا نيل سيلنسيو» أنها رأت شبح فتاة قتلت في نفس المكان على يد سلف غيور من عائلة ريفنزوود. تخبر أليزا لوتشيا أن هذه الرؤية هي تحذير، وأنه ينبغي عليها التخلي عن حبها لإدغاردو. يدخل إدغاردو الذي يتحتم عليه المغادرة إلى فرنسا فورًا لأسباب سياسية، آملًا في تسوية خلافه مع إنريكو والزواج من لوتشيا. تخبره لوتشيا باستحالة هذا الأمر، وبدلًا من ذلك، يقطع الاثنان عهدًا بالزواج ويتبادلان الخواتم. يخرج إدغاردو.
الفصل الثاني
المشهد الأول: شقق اللورد أشتون
استُكملت الاستعدادات لزواج لوتشيا الوشيك من أرتورو. يشعر إنريكو بالقلق حيال ما إذا كانت لوتشيا ستقبل بهذه الزيجة. ويظهر لشقيقته رسالة مزورة تثبت أن إدغاردو قد نسيها وتزوج من عاشقة جديدة. يترك إنريكو مهمة إقناع لوتشيا لرايموندو، وهو قسيس ومدرس لوتشيا، والذي يخبرها أنه يجب عليها التبرؤ من قسمها لإدغاردو من أجل مصلحة العائلة، والزواج من أرتورو.
المشهد الثاني: إحدى قاعات القلعة
يصل أرتورو للزواج. تبدو لوتشيا مغمومة، ولكن يشرح إنريكو أن السبب في هذا يرجع إلى وفاة والدتها. يوقع أرتورو عقد الزواج، وتتبعه لوتشيا على مضض. وفي تلك اللحظة، يظهر إدغاردو في القاعة بصورة مفاجئة، وهو ما يقود إلى المقطوعة الموسيقية الشهيرة المؤلفة من ستة مقاطع «كي مي فرينا إن تال مومينتو». يمنع رايموندو حدوث شجار، ويظهر لإدغاردو توقيع لوتشيا على عقد الزواج. يلعن إدغاردو لوتشيا، ويطالبها أن يرجعا خواتمهما لبعضهما البعض. يدوس إدغاردو على خاتمه الذي يلقيه على الأرض، قبل أن يُجبر على مغادرة القلعة.
الفصل الثالث
المشهد الأول: وولفكراغ
يزور إنريكو إدغاردو ليتحداه في منازلة، ويخبره أن لوتشيا تستمتع بسريرها الزوجي. يوافق إدغاردو على مواجهته. ويتفقان على الاجتماع لاحقًا في مقبرة ريفنزوود قرب جرف الذئب.
المشهد الثاني: القاعة
يقاطع رايموندو احتفالات الزواج ليخبر الضيوف أن لوتشيا أصيبت بالجنون وقتلت خطيبها أرتورو. تدخل لوتشيا التي تتخيل نفسها مع إدغاردو في أغنية «إل دولتشي سونو»، وقريبًا سوف تتزوج بسعادة. يدخل إنريكو ويهدد لوتشيا في بادئ الأمر، غير أنه يخفف من حدة نبرته في ما بعد بعد أن أدرك حالتها. تنهار لوتشيا. يلوم رايموندو إنريكو على تسببه في هذه المأساة بأسرها.
المشهد الثالث: مقبرة عائلة ريفنزوود
يعتزم إدغاردو الانتحار مستعملًا سيف إنريكو. يعلم أن لوتشيا تحتضر، ومن ثم يأتي رايموندو ليخبره أنها قد ماتت بالفعل. يطعن إدغاردو نفسه بخنجر آملًا أن يجتمع مع لوتشيا مجددًا في الجنة.

## التسجيلات
تناول أكثر من عشرين تسجيلًا تجاريًا في الإستوديو وعشرات العروض المباشرة الأخرى أوبرا «لوتشيا». كان من جملتها نسختين باللغة الفرنسية ونسخة واحدة من النسخة الإيطالية الأصلية والتي ترجمت جميعها إلى اللغة الإنجليزية. انتهي من أول تسجيل كامل في عام 1929 تحت إشراف لورينسو مولايولي الذي قاد أوركسترا لا سكالا وجوقتها، ولعبت مرسيدس كابسي دور البطولة.